# Igreja da Cidade
A Igreja da Cidade é uma megaigreja batista multissítio com sede em São José dos Campos, em São Paulo, Brasil. Deu origem à Rede de Igrejas da Cidade, e atualmente é liderada pelos pastores Carlito e Leila Paes. A igreja tem cerca de 20,000  membros. Está afiliada com a Convenção Batista Brasileira.

## História

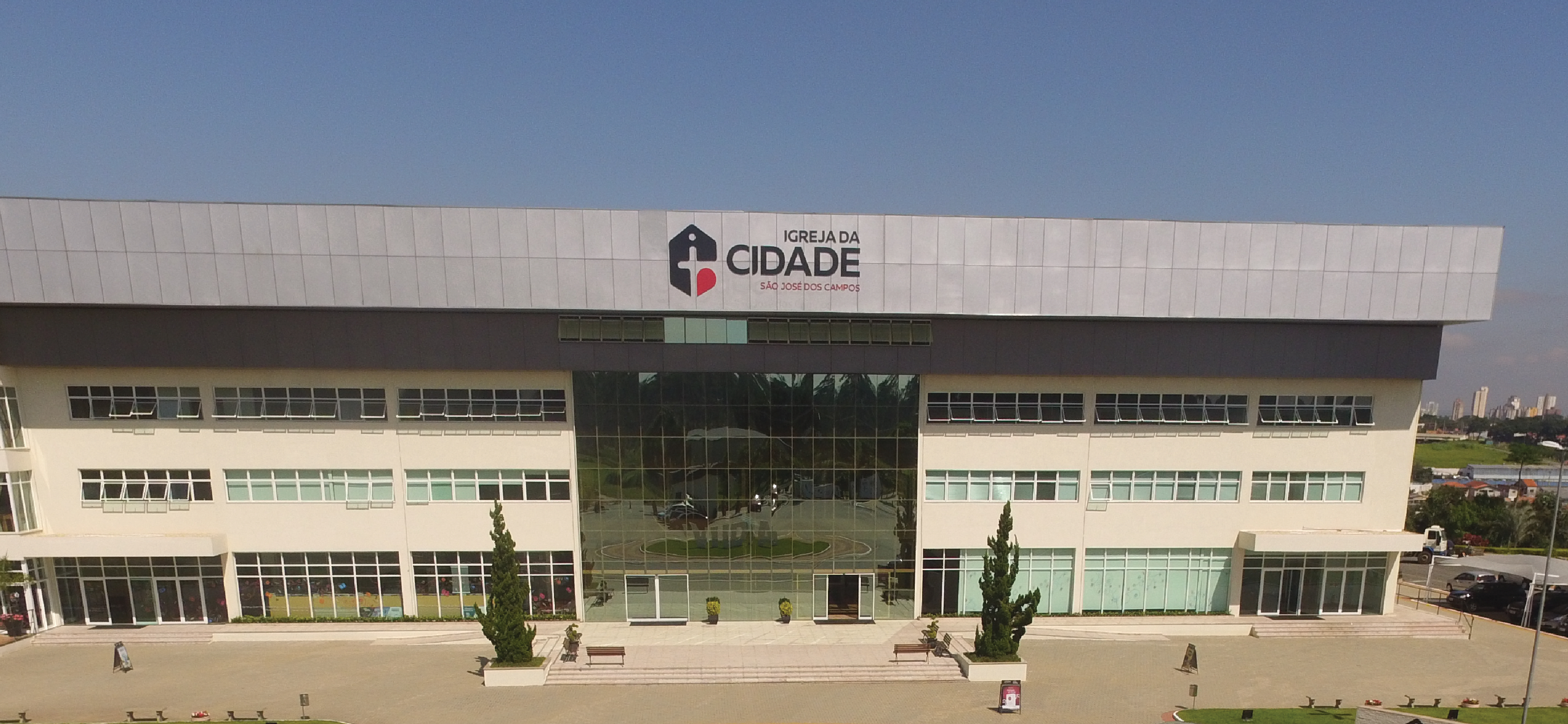
Edifício da Igreja, em São José dos Campos.

A Igreja da Cidade em São José dos Campos nasceu em 1942, como Igreja Evangélica Batista de São José dos Campos. Mudou para Igreja Batista da Praça Kennedy e, em 1982, passou a chamar-se Primeira Igreja Batista em São José dos Campos. 
Desde 2003, ele organiza um programa sobre a vida de Jesus Cristo para a Páscoa que acontece todos os anos, Auto de Páscoa,   conferência Inspire (antiga IBCP), e Reação.  
Em 2013, fez a dedicação de um novo prédio em São José dos Campos, incluindo um auditório de 6.000 lugares, 200 mil metros quadrados que englobam complexo esportivo, múltiplos auditórios, espaço para casamentos, restaurantes, escritórios e o colégio fundado pela igreja, Colégio Inspire. Em 2015 passou a se chamar Igreja da Cidade e abriu 9 campus em diferentes cidades e 28 campi.Em 2023, tem 20.000 membros. 

## Crenças
A Igreja tem uma confissão de fé batista e é membra da Convenção Batista Brasileira. 

## Meios de comunicação
Diversas iniciativas foram empreendidas pela igreja, como a Editora Inspire, o IPE (Instituto Propósitos de Ensino), que ministra cursos livres para a capacitação no ministério, a Estação Cidade, a Rede Inspire, criada para servir igrejas brasileiras através do compartilhamento de recursos.

## Implicação social
ABAP (Associação Beneficente de Ajuda ao Próximo), frente que realiza diversos trabalhos sociais em São José dos Campos.